# العلاقات الكمبودية الميانمارية
العلاقات الكمبودية الميانمارية هي العلاقات الثنائية التي تجمع بين كمبوديا وميانمار.

## مقارنة بين البلدين
هذه مقارنة عامة ومرجعية للدولتين:
| وجه المقارنة                                              | كمبوديا                   | ميانمار          |
| --------------------------------------------------------- | ------------------------- | ---------------- |
| المساحة (كم2)                                             | 181.03 ألف                | 676.58 ألف       |
| عدد السكان (نسمة)                                         | 16.01 مليون               | 53.37 مليون      |
| الكثافة السكانية (ن./كم²)                                 | 88.44                     | 78.88            |
| العاصمة                                                   | بنوم بنه                  | نايبيداو، يانغون |
| اللغة الرسمية                                             | اللغة الخميرية            | اللغة البورمية   |
| العملة                                                    | ريال كمبودي، دولار أمريكي | كيات ميانماري    |
| الناتج المحلي الإجمالي (بليون دولار)                      | 22.16 مليار               | 69.32 مليار      |
| الناتج المحلي الإجمالي (تعادل القوة الشرائية) بليون دولار | 54.37 مليار               | 282.95 مليار     |
| الناتج المحلي الإجمالي الاسمي للفرد دولار أمريكي          | 1.16 ألف                  | 1.16 ألف         |
| الناتج المحلي الإجمالي للفرد دولار أمريكي                 | 3.26 ألف                  |                  |
| مؤشر التنمية البشرية                                      | 0.555                     | 0.536            |
| رمز المكالمات الدولي                                      | +855                      | +95              |
| رمز الإنترنت                                              | .kh                       | .mm              |
| المنطقة الزمنية                                           | ت ع م+07:00               | ت ع م+06:30      |

## منظمات دولية مشتركة
يشترك البلدان في عضوية مجموعة من المنظمات الدولية، منها:
| علم المنظمة | اسم المنظمة                        | تاريخ انضمام كمبوديا | تاريخ انضمام ميانمار |
| ----------- | ---------------------------------- | -------------------- | -------------------- |
|             | مؤسسة التنمية الدولية              | 22 يوليو 1970        | 5 نوفمبر 1962        |
|             | يونسكو                             | 3 يوليو 1951         | 27 يونيو 1949        |
|             | مؤسسة التمويل الدولية              | 26 مارس 1997         | 3 ديسمبر 1956        |
|             | منظمة حظر الأسلحة الكيميائية       | ?                    | ?                    |
|             | الأمم المتحدة                      | 14 ديسمبر 1955       | 19 أبريل 1948        |
|             | أسيان                              | 30 أبريل 1999        | 23 يوليو 1997        |
|             | الاتحاد الدولي للاتصالات           | 10 أبريل 1952        | 15 سبتمبر 1937       |
|             | منظمة الشرطة الجنائية الدولية      | ?                    | ?                    |
|             | البنك الدولي للإنشاء والتعمير      | 22 يوليو 1970        | 3 يناير 1952         |
|             | الاتحاد البريدي العالمي            | ?                    | ?                    |
|             | وكالة ضمان الاستثمار متعدد الأطراف | 1 ديسمبر 1999        | 16 ديسمبر 2013       |
|             | بنك التنمية الآسيوي                | 1966                 | 1973                 |
|             | منظمة التجارة العالمية             | ?                    | ?                    |
|             | منتدى آسيان الإقليمي ‏              | ?                    | ?                    |

## وصلات خارجية
- موقع وزارة الخارجية الكمبودية
- موقع وزارة الخارجية الميانمارية